# NHL 2002/03
Die NHL-Saison 2002/2003 war die 86. Spielzeit in der National Hockey League. 30 Teams spielten jeweils 82 Spiele. Den Stanley Cup gewannen die New Jersey Devils nach einem 4:3-Erfolg in der Finalserie gegen die Mighty Ducks of Anaheim. Erst zum dritten Mal nach 1955 und 1965 wurden in der Finalserie ausschließlich Heimsiege gefeiert.
Nachdem fünf Jahre lang eine nordamerikanische Mannschaft gegen eine internationale Auswahl der NHL-Spieler angetreten war, wurde der Austragungsmodus beim NHL All-Star Game wieder auf „Eastern Conference vs. Western Conference“ geändert. Des Weiteren war es die letzte Saison, in der die Teams ihre weißen Trikots bei Heimspielen trugen.

## Reguläre Saison
Wie üblich gab es auch in dieser Saison einige Überraschungen. Die San Jose Sharks, die man weit vorne erwartet hatte, gerieten früh in ernste Schwierigkeiten und tauschten einen großen Teil des Teams aus. Die Minnesota Wild hingegen erreichten nach einem guten Start in die Saison bereits im dritten Jahr ihres Bestehens erstmals die Playoffs, was ihrem Trainer Jacques Lemaire den Jack Adams Award einbrachte.
Zu den Spitzenteams der Vorjahre wie den Detroit Red Wings, den St. Louis Blues, der Colorado Avalanche und den New Jersey Devils gesellten sich die jungen kanadischen Teams der Ottawa Senators und der Vancouver Canucks. Die Dallas Stars, die in der Vorsaison die Playoffs verpasst hatten, feierten ein eindrucksvolles Comeback, nicht zuletzt dank der herausragenden Leistungen ihres Torhüters Marty Turco.
Die größte Überraschung waren wohl die Tampa Bay Lightning, die, ganz weit hinten erwartet, um den Titel in der Southeast Division mitspielten und nach sieben Jahren erstmals wieder in die Playoffs kamen. Die größten Enttäuschungen neben den Sharks waren die New York Rangers, die trotz des höchsten Gehaltsbudgets die Playoffs verpassten, sowie Liga-Schlusslicht Carolina Hurricanes, nachdem sie im Jahr zuvor noch überraschenderweise das Stanley-Cup-Finale erreicht hatten.
Zur Mitte der Saison führten die Canucks die Western Conference und Ottawa die Eastern Conference an. Vancouver fiel jedoch danach zurück und verlor den Titel in der Northwest Division an Colorado und den Conference-Titel an Dallas. Ottawa konnte seine Position behaupten und erzielte mit dem Gewinn des Titels in der Eastern Conference und der Presidents’ Trophy das beste Resultat in der Geschichte des Clubs.
Die Saison war auch von finanziellen Problemen einiger Clubs gekennzeichnet. Trotz ihres sportlichen Erfolges mussten die Ottawa Senators fast im gesamten Jahr 2003 unter Konkursschutz (bankruptcy protection) gestellt werden und konnten einmal keine Spielergehälter auszahlen. Der Eigentümer Rod Bryden scheiterte mit verschiedenen innovativen Finanzierungskonzepten, so dass das Team schließlich an den Milliardär Eugene Melnyk verkauft wurde. Die Buffalo Sabres wurden ebenfalls unter Konkursschutz gestellt, bevor sie durch den New Yorker Geschäftsmann Tom Golisano gerettet wurden. Außerdem setzten sich die finanziellen Probleme der Pittsburgh Penguins fort, so dass das Team weitere teure Spieler abgeben musste.
Wiederum wurde eine Reihe von Trainern vorzeitig entlassen, angefangen von Bob Hartley in Colorado, über Darryl Sutter in San Jose bis zu Bryan Trottier bei den Rangers.
Besorgniserregend war der weitere Rückgang der erzielten Tore bzw. die zunehmend defensive Spielweise. Zu Beginn der Saison versuchten die Schiedsrichter deshalb Behinderung und Haken konsequenter zu ahnden, diese Maßnahmen versandeten jedoch im Laufe der Saison zusehends. Die Teams im Süden der Vereinigten Staaten, die erst seit kurzer Zeit in der Liga waren, gerieten wegen zurückgehender Zuschauerzahlen in finanzielle Probleme und die Mehrzahl der Clubs schloss die Saison mit einem Verlust ab. Ein wirtschaftlicher Lichtblick war der Anstieg des Kanadischen Dollars, was die Wettbewerbsfähigkeit der sechs kanadischen Teams gegenüber den Vorjahren verbesserte.
Abkürzungen: W = Siege (2 Punkte), L = Niederlagen (0 Punkte), T = Unentschieden (1 Punkt), OTL = Niederlage nach Verlängerung (1 Punkt), GF= Erzielte Tore, GA = Gegentore, Pts = Punkte

### Abschlusstabellen
Abkürzungen: GP = Spiele, W = Siege, L = Niederlagen, T = Unentschieden nach Overtime, OTL = Niederlage nach Overtime, GF = Erzielte Tore, GA = Gegentore, Pts = Punkte

Erläuterungen: In Klammern befindet sich die Platzierung innerhalb der Conference;       = Playoff-Qualifikation,       = Divisions-Sieger,       = Conference-Sieger,       = Presidents’-Trophy-Gewinner

#### Eastern Conference
| Atlantic Division        | GP | W  | L  | T  | OTL | GF  | GA  | Pts |
| ------------------------ | -- | -- | -- | -- | --- | --- | --- | --- |
| New Jersey Devils (2)    | 82 | 46 | 20 | 10 | 6   | 216 | 166 | 108 |
| Philadelphia Flyers (3)  | 82 | 45 | 20 | 13 | 4   | 211 | 166 | 107 |
| New York Islanders (8)   | 82 | 35 | 34 | 11 | 2   | 224 | 231 | 83  |
| New York Rangers (9)     | 82 | 32 | 36 | 10 | 4   | 210 | 231 | 78  |
| Pittsburgh Penguins (14) | 82 | 27 | 44 | 6  | 5   | 189 | 255 | 65  |

| Northeast Division      | GP | W  | L  | T  | OTL | GF  | GA  | Pts |
| ----------------------- | -- | -- | -- | -- | --- | --- | --- | --- |
| Ottawa Senators (1)     | 82 | 52 | 21 | 8  | 1   | 263 | 182 | 113 |
| Toronto Maple Leafs (4) | 82 | 44 | 28 | 7  | 3   | 236 | 208 | 98  |
| Boston Bruins (7)       | 82 | 36 | 31 | 11 | 4   | 245 | 237 | 87  |
| Montréal Canadiens (10) | 82 | 30 | 35 | 8  | 9   | 206 | 234 | 77  |
| Buffalo Sabres (12)     | 82 | 27 | 37 | 10 | 8   | 190 | 219 | 72  |

| Southeast Division       | GP | W  | L  | T  | OTL | GF  | GA  | Pts |
| ------------------------ | -- | -- | -- | -- | --- | --- | --- | --- |
| Tampa Bay Lightning (5)  | 82 | 36 | 25 | 16 | 5   | 219 | 210 | 93  |
| Washington Capitals (6)  | 82 | 39 | 29 | 8  | 6   | 224 | 220 | 92  |
| Atlanta Thrashers (11)   | 82 | 31 | 39 | 7  | 5   | 226 | 284 | 74  |
| Florida Panthers (13)    | 82 | 24 | 36 | 13 | 9   | 176 | 237 | 70  |
| Carolina Hurricanes (15) | 82 | 22 | 43 | 11 | 6   | 171 | 240 | 61  |

#### Western Conference
| Central Division           | GP | W  | L  | T  | OTL | GF  | GA  | Pts |
| -------------------------- | -- | -- | -- | -- | --- | --- | --- | --- |
| Detroit Red Wings (2)      | 82 | 48 | 20 | 10 | 4   | 269 | 203 | 110 |
| St. Louis Blues (5)        | 82 | 41 | 24 | 11 | 6   | 253 | 222 | 99  |
| Chicago Blackhawks (9)     | 82 | 30 | 33 | 13 | 6   | 207 | 226 | 79  |
| Nashville Predators (13)   | 82 | 27 | 35 | 13 | 7   | 183 | 206 | 74  |
| Columbus Blue Jackets (15) | 82 | 29 | 42 | 8  | 3   | 213 | 263 | 69  |

| Northwest Division     | GP | W  | L  | T  | OTL | GF  | GA  | Pts |
| ---------------------- | -- | -- | -- | -- | --- | --- | --- | --- |
| Colorado Avalanche (3) | 82 | 42 | 19 | 13 | 8   | 251 | 194 | 105 |
| Vancouver Canucks (4)  | 82 | 45 | 23 | 13 | 1   | 264 | 208 | 104 |
| Minnesota Wild (6)     | 82 | 42 | 29 | 10 | 1   | 198 | 178 | 95  |
| Edmonton Oilers (8)    | 82 | 36 | 26 | 11 | 9   | 231 | 230 | 92  |
| Calgary Flames (12)    | 82 | 29 | 36 | 13 | 4   | 186 | 228 | 75  |

| Pacific Division            | GP | W  | L  | T  | OTL | GF  | GA  | Pts |
| --------------------------- | -- | -- | -- | -- | --- | --- | --- | --- |
| Dallas Stars (1)            | 82 | 46 | 17 | 15 | 4   | 245 | 169 | 111 |
| Mighty Ducks of Anaheim (7) | 82 | 40 | 27 | 9  | 6   | 203 | 193 | 95  |
| Los Angeles Kings (10)      | 82 | 33 | 37 | 6  | 6   | 203 | 221 | 78  |
| Phoenix Coyotes (11)        | 82 | 31 | 35 | 11 | 5   | 204 | 230 | 78  |
| San Jose Sharks (14)        | 82 | 28 | 37 | 9  | 8   | 214 | 239 | 73  |

### Beste Scorer
Seine 77 Vorlagen legten den Grundstein für Peter Forsberg als Topscorer. Beeindruckend war dabei, dass er gemeinsam mit Milan Hejduk die Plus/Minus anführte. Beide hatten +52. Hejduk war mit 50 Toren der beste Torschütze in dieser Saison. 20,5 Prozent der Schüsse von Milan Hejduk fanden ihren Weg ins Tor. Außergewöhnlich, dass der Toptorjäger auch die beste Quote hatte. Todd Bertuzzi führte die Wertung bei den Überzahltoren mit 25 an. Bester in Unterzahl war Shawn Bates mit 6 Treffern. Mit 331 Schüssen gab Glen Murray die meisten ab. Mit 249 Strafminuten war Jody Shelley Strafbankkönig. 52 Vorlagen und 68 Punkte waren Bestleistungen, die Al MacInnis für Verteidiger innehatte. Die Vorjahres-Topscorer unter den Verteidigern Sergei Gontschar und Nicklas Lidström waren mit je 18 Treffern die besten Torschützen.
Abkürzungen: GP = Spiele, G = Tore, A = Assists, Pts = Punkte, +/- = Plus/Minus, PIM = Strafminuten; Fett: Saisonbestwert

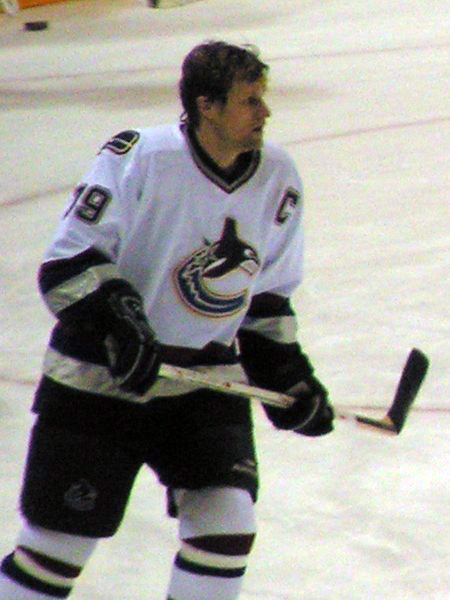
Markus Näslund war wie im Vorjahr der zweitbeste Scorer der Saison

| Spieler        | Team        | GP | G  | A  | Pts | +/- | PIM |
| -------------- | ----------- | -- | -- | -- | --- | --- | --- |
| Peter Forsberg | Colorado    | 75 | 29 | 77 | 106 | +52 | 70  |
| Markus Näslund | Vancouver   | 82 | 48 | 56 | 104 | +6  | 52  |
| Joe Thornton   | Boston      | 77 | 36 | 65 | 101 | +12 | 109 |
| Milan Hejduk   | Colorado    | 82 | 50 | 48 | 98  | +52 | 32  |
| Todd Bertuzzi  | Vancouver   | 82 | 46 | 51 | 97  | +2  | 144 |
| Pavol Demitra  | St. Louis   | 78 | 36 | 57 | 93  | 0   | 32  |
| Glen Murray    | Boston      | 82 | 44 | 48 | 92  | +9  | 64  |
| Mario Lemieux  | Pittsburgh  | 67 | 28 | 63 | 91  | −25 | 43  |
| Dany Heatley   | Atlanta     | 77 | 41 | 48 | 89  | −8  | 58  |
| Žigmund Pálffy | Los Angeles | 76 | 37 | 48 | 85  | +22 | 47  |
| Mike Modano    | Dallas      | 79 | 28 | 57 | 85  | +34 | 30  |

### Beste Torhüter
Abkürzungen: GP = Spiele, TOI = Eiszeit (in Minuten), W = Siege, L = Niederlagen, T = Unentschieden, GA = Gegentore, SO = Shutouts, Sv% = gehaltene Schüsse (in %), GAA = Gegentorschnitt; Fett: Saisonbestwert
| Spieler         | Team         | GP | TOI  | W  | L  | T  | GA  | SO | Sv%   | GAA  |
| --------------- | ------------ | -- | ---- | -- | -- | -- | --- | -- | ----- | ---- |
| Marty Turco     | Dallas       | 55 | 3203 | 31 | 10 | 10 | 92  | 7  | 0,932 | 1,72 |
| Roman Čechmánek | Philadelphia | 58 | 3350 | 33 | 15 | 10 | 102 | 6  | 0,925 | 1,83 |
| Dwayne Roloson  | Minnesota    | 40 | 2945 | 23 | 16 | 8  | 98  | 4  | 0,927 | 2,00 |
| Martin Brodeur  | New Jersey   | 73 | 4374 | 41 | 23 | 9  | 147 | 9  | 0,914 | 2,02 |
| Patrick Lalime  | Ottawa       | 67 | 3943 | 39 | 20 | 7  | 142 | 8  | 0,911 | 2,16 |

### Beste Rookiescorer

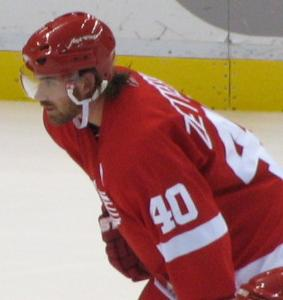
Henrik Zetterberg war der torgefährlichste Rookie

22 Tore und 44 Punkte waren Bestwerte, die Henrik Zetterberg bei den Rookies aufstellte. Niko Kapanen legte 29 Treffer auf und war damit bester Vorlagengeber und auch in der Plus/Minus-Wertung kam keiner an seine +25 heran. Der Rookie des Jahres, Barret Jackman, führte die Liste der Strafminuten bei den Neulingen mit 190 an.
Abkürzungen: GP = Spiele, G = Tore, A = Assists, Pts = Punkte, +/- = Plus/Minus, PIM = Strafminuten
| Spieler           | Team     | GP | G  | A  | Pts | +/- | PIM |
| ----------------- | -------- | -- | -- | -- | --- | --- | --- |
| Henrik Zetterberg | Detroit  | 79 | 22 | 22 | 44  | +6  | 8   |
| Tyler Arnason     | Chicago  | 82 | 19 | 20 | 39  | +7  | 20  |
| Rick Nash         | Columbus | 74 | 17 | 22 | 39  | −27 | 78  |
| Aleš Kotalík      | Buffalo  | 68 | 21 | 14 | 35  | −2  | 30  |
| Niko Kapanen      | Dallas   | 82 | 5  | 29 | 34  | +25 | 44  |

## Stanley-Cup-Playoffs
|  | Conference-Viertelfinale                              | Conference-Viertelfinale | Conference-Viertelfinale |                    | Conference-Halbfinale   | Conference-Halbfinale | Conference-Halbfinale |                   |              | Conference-Finale | Conference-Finale | Conference-Finale |  |  | Stanley-Cup-Finale | Stanley-Cup-Finale | Stanley-Cup-Finale |
|  |                                                       |                          |                          |                    |                         |                       |                       |                   |              |                   |                   |                   |  |  |                    |                    |                    |
|  | 1                                                     | Ottawa Senators          | 4                        |                    | 1                       | Ottawa Senators       | 4                     |                   |              |                   |                   |                   |  |  |                    |                    |                    |
|  | 8                                                     | New York Islanders       | 1                        | 4                  | Philadelphia Flyers     | 2                     |                       |                   |              |                   |                   |                   |  |  |                    |                    |                    |
|  |                                                       |                          |                          |                    |                         |                       |                       |                   |              |                   |                   |                   |  |  |                    |                    |                    |
|  | 2                                                     | New Jersey Devils        | 4                        | Eastern Conference | Eastern Conference      | Eastern Conference    |                       |                   |              |                   |                   |                   |  |  |                    |                    |                    |
|  | 2                                                     | New Jersey Devils        | 4                        | Eastern Conference | Eastern Conference      | Eastern Conference    |                       |                   |              |                   |                   |                   |  |  |                    |                    |                    |
|  | 7                                                     | Boston Bruins            | 1                        |                    |                         |                       |                       |                   |              |                   |                   |                   |  |  |                    |                    |                    |
|  | 7                                                     | Boston Bruins            | 1                        | 1                  | Ottawa Senators         | 3                     |                       |                   |              |                   |                   |                   |  |  |                    |                    |                    |
|  |                                                       |                          |                          | 1                  | Ottawa Senators         | 3                     |                       |                   |              |                   |                   |                   |  |  |                    |                    |                    |
|  |                                                       | 2                        | New Jersey Devils        | 4                  |                         |                       |                       |                   |              |                   |                   |                   |  |  |                    |                    |                    |
|  | 3                                                     | 2                        | New Jersey Devils        | 4                  | Tampa Bay Lightning     | 4                     |                       |                   |              |                   |                   |                   |  |  |                    |                    |                    |
|  | 3                                                     |                          |                          |                    | Tampa Bay Lightning     | 4                     |                       |                   |              |                   |                   |                   |  |  |                    |                    |                    |
|  | 6                                                     | Washington Capitals      | 2                        |                    |                         |                       |                       |                   |              |                   |                   |                   |  |  |                    |                    |                    |
|  | 6                                                     | Washington Capitals      | 2                        |                    |                         |                       |                       |                   |              |                   |                   |                   |  |  |                    |                    |                    |
|  |                                                       |                          |                          |                    |                         |                       |                       |                   |              |                   |                   |                   |  |  |                    |                    |                    |
|  | 4                                                     | Philadelphia Flyers      | 4                        | 2                  | New Jersey Devils       | 4                     |                       |                   |              |                   |                   |                   |  |  |                    |                    |                    |
|  | 4                                                     | Philadelphia Flyers      | 4                        | 2                  | New Jersey Devils       | 4                     |                       |                   |              |                   |                   |                   |  |  |                    |                    |                    |
|  | 5                                                     | Toronto Maple Leafs      | 3                        | 3                  | Tampa Bay Lightning     | 1                     |                       |                   |              |                   |                   |                   |  |  |                    |                    |                    |
|  | 5                                                     | Toronto Maple Leafs      | 3                        | 3                  | Tampa Bay Lightning     | 1                     | E2                    | New Jersey Devils | 4            |                   |                   |                   |  |  |                    |                    |                    |
|  | (Die Teams werden nach der ersten Runde neu gesetzt.) |                          |                          |                    |                         |                       | E2                    | New Jersey Devils | 4            |                   |                   |                   |  |  |                    |                    |                    |
|  |                                                       | W7                       | Mighty Ducks of Anaheim  | 3                  |                         |                       |                       |                   |              |                   |                   |                   |  |  |                    |                    |                    |
|  | 1                                                     | W7                       | Mighty Ducks of Anaheim  | 3                  | Dallas Stars            | 4                     |                       | 1                 | Dallas Stars | 2                 |                   |                   |  |  |                    |                    |                    |
|  | 1                                                     |                          |                          |                    | Dallas Stars            | 4                     |                       | 1                 | Dallas Stars | 2                 |                   |                   |  |  |                    |                    |                    |
|  | 8                                                     | Edmonton Oilers          | 2                        | 7                  | Mighty Ducks of Anaheim | 4                     |                       |                   |              |                   |                   |                   |  |  |                    |                    |                    |
|  | 8                                                     | Edmonton Oilers          | 2                        | 7                  | Mighty Ducks of Anaheim | 4                     |                       |                   |              |                   |                   |                   |  |  |                    |                    |                    |
|  |                                                       |                          |                          |                    |                         |                       |                       |                   |              |                   |                   |                   |  |  |                    |                    |                    |
|  | 2                                                     | Detroit Red Wings        | 0                        |                    |                         |                       |                       |                   |              |                   |                   |                   |  |  |                    |                    |                    |
|  | 2                                                     | Detroit Red Wings        | 0                        |                    |                         |                       |                       |                   |              |                   |                   |                   |  |  |                    |                    |                    |
|  | 7                                                     | Mighty Ducks of Anaheim  | 4                        |                    |                         |                       |                       |                   |              |                   |                   |                   |  |  |                    |                    |                    |
|  | 7                                                     | Mighty Ducks of Anaheim  | 4                        | 7                  | Mighty Ducks of Anaheim | 4                     |                       |                   |              |                   |                   |                   |  |  |                    |                    |                    |
|  |                                                       |                          |                          | 7                  | Mighty Ducks of Anaheim | 4                     |                       |                   |              |                   |                   |                   |  |  |                    |                    |                    |
|  |                                                       | 6                        | Minnesota Wild           | 0                  |                         |                       |                       |                   |              |                   |                   |                   |  |  |                    |                    |                    |
|  | 3                                                     | 6                        | Minnesota Wild           | 0                  | Colorado Avalanche      | 3                     |                       |                   |              |                   |                   |                   |  |  |                    |                    |                    |
|  | 3                                                     |                          |                          |                    | Colorado Avalanche      | 3                     |                       |                   |              |                   |                   |                   |  |  |                    |                    |                    |
|  | 6                                                     | Minnesota Wild           | 4                        | Western Conference | Western Conference      | Western Conference    |                       |                   |              |                   |                   |                   |  |  |                    |                    |                    |
|  | 6                                                     | Minnesota Wild           | 4                        | Western Conference | Western Conference      | Western Conference    |                       |                   |              |                   |                   |                   |  |  |                    |                    |                    |
|  |                                                       |                          |                          |                    |                         |                       |                       |                   |              |                   |                   |                   |  |  |                    |                    |                    |
|  | 4                                                     | Vancouver Canucks        | 4                        | 4                  | Vancouver Canucks       | 3                     |                       |                   |              |                   |                   |                   |  |  |                    |                    |                    |
|  | 5                                                     | St. Louis Blues          | 3                        | 6                  | Minnesota Wild          | 4                     |                       |                   |              |                   |                   |                   |  |  |                    |                    |                    |

## NHL Awards und vergebene Trophäen

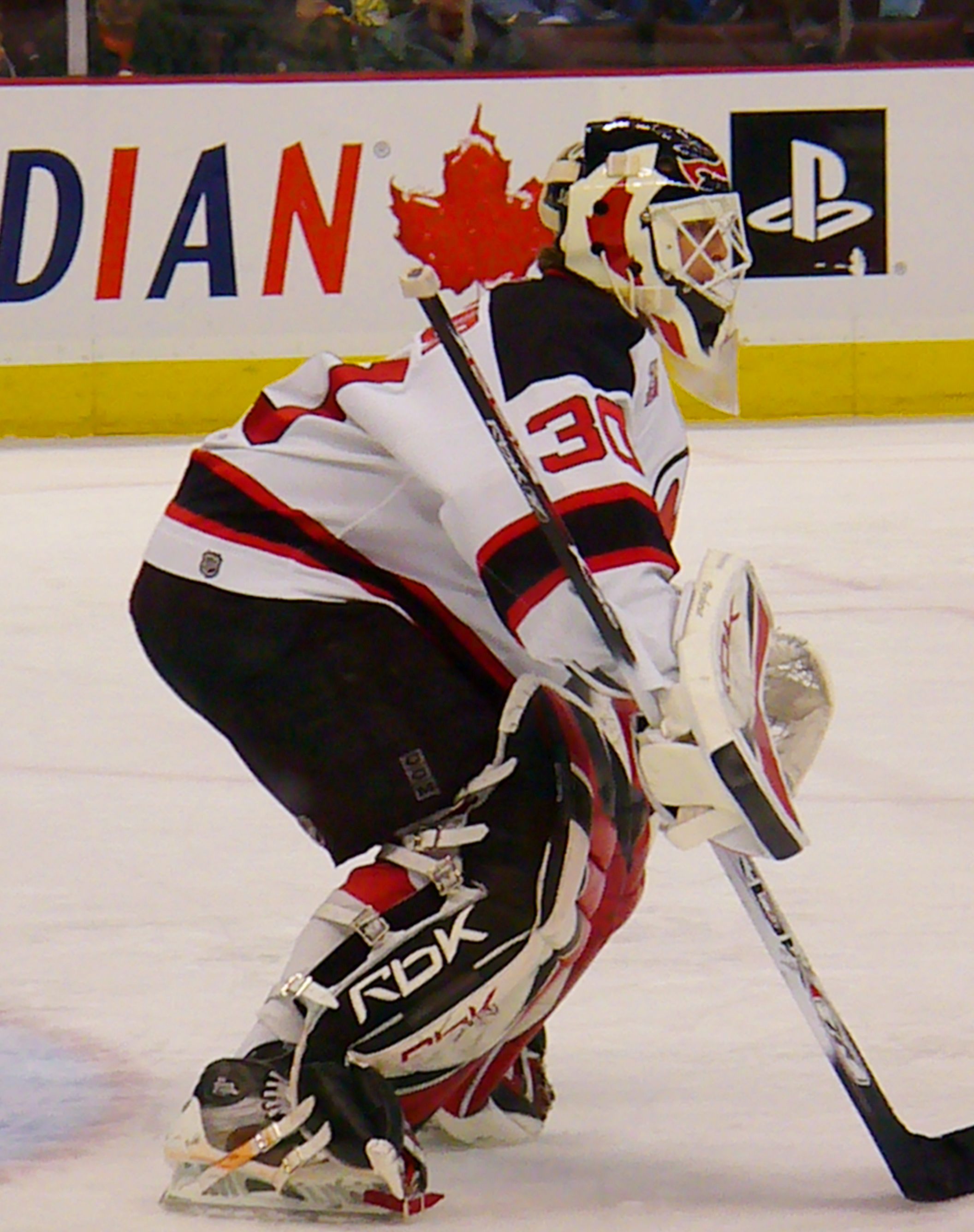
Martin Brodeur war der beste Torwart der Saison

- Hauptartikel: NHL Awards 2003

| Auszeichnung                     | Spieler                                           | Team                                  |
| -------------------------------- | ------------------------------------------------- | ------------------------------------- |
| Art Ross Trophy:                 | Peter Forsberg                                    | Colorado Avalanche                    |
| Bill Masterton Memorial Trophy:  | Steve Yzerman                                     | Detroit Red Wings                     |
| Calder Memorial Trophy:          | Barret Jackman                                    | St. Louis Blues                       |
| Conn Smythe Trophy               | Jean-Sébastien Giguère                            | Mighty Ducks of Anaheim               |
| Frank J. Selke Trophy:           | Jere Lehtinen                                     | Dallas Stars                          |
| Hart Memorial Trophy:            | Peter Forsberg                                    | Colorado Avalanche                    |
| Jack Adams Award:                | Jacques Lemaire                                   | Minnesota Wild                        |
| James Norris Memorial Trophy:    | Nicklas Lidström                                  | Detroit Red Wings                     |
| King Clancy Memorial Trophy:     | Brendan Shanahan                                  | Detroit Red Wings                     |
| Lady Byng Memorial Trophy:       | Alexander Mogilny                                 | Toronto Maple Leafs                   |
| Lester B. Pearson Award:         | Markus Näslund                                    | Vancouver Canucks                     |
| Lester Patrick Trophy:           | Willie O’Ree Raymond Bourque Ron DeGregorio       |                                       |
| Maurice 'Rocket' Richard Trophy: | Milan Hejduk                                      | Colorado Avalanche                    |
| NHL Plus/Minus Award:            | Peter Forsberg & Milan Hejduk                     | Colorado Avalanche                    |
| Vezina Trophy:                   | Martin Brodeur                                    | New Jersey Devils                     |
| William M. Jennings Trophy:      | Martin Brodeur und Roman Čechmánek / Robert Esche | New Jersey Devils Philadelphia Flyers |
| Presidents’ Trophy               | Presidents’ Trophy                                | Ottawa Senators                       |
| Prince of Wales Trophy           | Prince of Wales Trophy                            | New Jersey Devils                     |
| Clarence S. Campbell Bowl        | Clarence S. Campbell Bowl                         | Mighty Ducks of Anaheim               |
| Stanley Cup                      | Stanley Cup                                       | New Jersey Devils                     |

### NHL All-Star Teams

#### NHL First All-Star Team
Abkürzungen: GP = Spiele, G = Tore, A = Assists, Pts = Punkte, W = Siege, SO = Shutouts, GAA = Gegentorschnitt
| Spieler          | Position      | Team               | GP | G  | A  | Pts |
| ---------------- | ------------- | ------------------ | -- | -- | -- | --- |
| Peter Forsberg   | Center        | Colorado Avalanche | 75 | 29 | 77 | 106 |
| Markus Näslund   | Flügelstürmer | Vancouver Canucks  | 82 | 48 | 56 | 104 |
| Todd Bertuzzi    | Flügelstürmer | Vancouver Canucks  | 82 | 46 | 51 | 97  |
| Nicklas Lidström | Verteidiger   | Detroit Red Wings  | 82 | 18 | 44 | 62  |
| Al MacInnis      | Verteidiger   | St. Louis Blues    | 80 | 16 | 52 | 68  |

| Spieler        | Position | Team              | GP | W  | SO | GAA  |
| -------------- | -------- | ----------------- | -- | -- | -- | ---- |
| Martin Brodeur | Torhüter | New Jersey Devils | 73 | 41 | 9  | 2,02 |

#### NHL Second All-Star Team

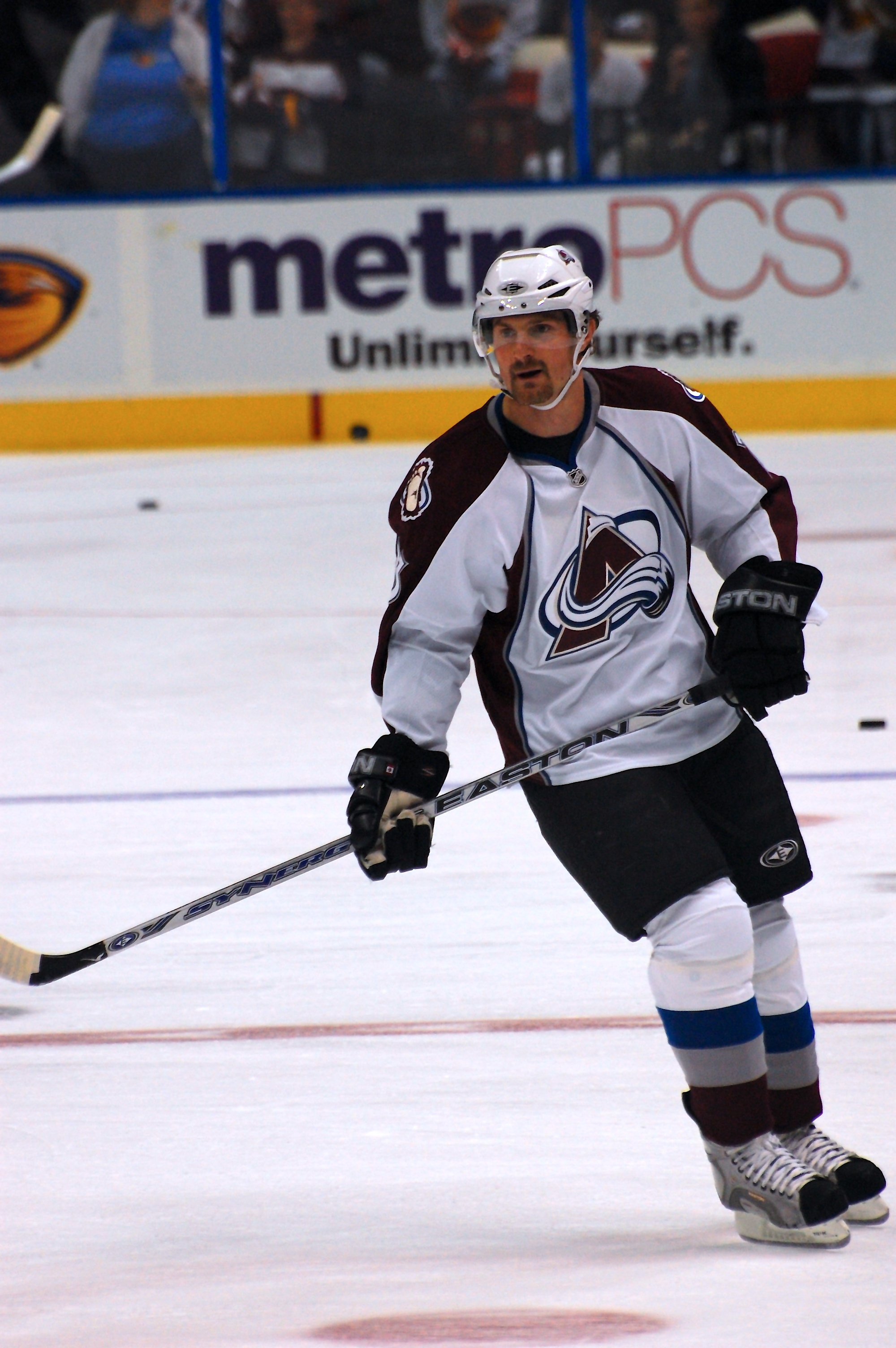
Milan Hejduk war vier Jahre zuvor im NHL All-Rookie Team

Abkürzungen: GP = Spiele, G = Tore, A = Assists, Pts = Punkte, W = Siege, SO = Shutouts, GAA = Gegentorschnitt
| Spieler          | Position      | Team                    | GP | G  | A  | Pts |
| ---------------- | ------------- | ----------------------- | -- | -- | -- | --- |
| Joe Thornton     | Center        | Boston Bruins           | 77 | 36 | 65 | 101 |
| Paul Kariya      | Flügelstürmer | Mighty Ducks of Anaheim | 82 | 25 | 56 | 81  |
| Milan Hejduk     | Flügelstürmer | Colorado Avalanche      | 82 | 50 | 48 | 98  |
| Sergei Gontschar | Verteidiger   | Washington Capitals     | 82 | 18 | 49 | 67  |
| Derian Hatcher   | Verteidiger   | Dallas Stars            | 82 | 8  | 22 | 30  |

| Spieler     | Position | Team         | GP | W  | SO | GAA  |
| ----------- | -------- | ------------ | -- | -- | -- | ---- |
| Marty Turco | Torhüter | Dallas Stars | 55 | 31 | 7  | 1,72 |

#### NHL All-Rookie Team

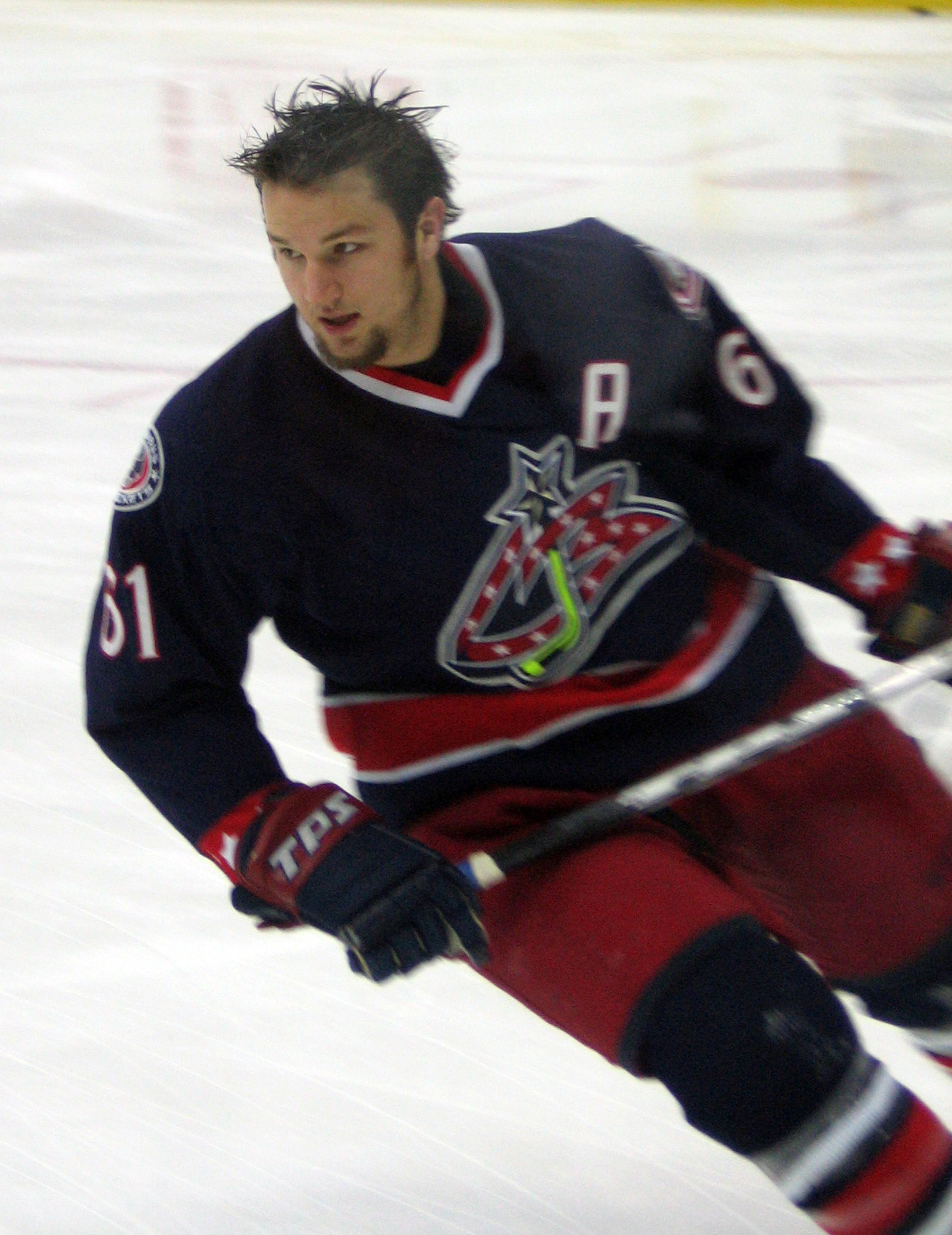
Rick Nash, machte den Fans der Columbus Blue Jackets Hoffnung.

Abkürzungen: GP = Spiele, G = Tore, A = Assists, Pts = Punkte, W = Siege, SO = Shutouts, GAA = Gegentorschnitt
| Spieler           | Position    | Team                  | GP | G  | A  | Pts |
| ----------------- | ----------- | --------------------- | -- | -- | -- | --- |
| Rick Nash         | Stürmer     | Columbus Blue Jackets | 74 | 17 | 22 | 39  |
| Henrik Zetterberg | Stürmer     | Detroit Red Wings     | 79 | 22 | 22 | 44  |
| Tyler Arnason     | Stürmer     | Chicago Blackhawks    | 82 | 19 | 20 | 39  |
| Barret Jackman    | Verteidiger | St. Louis Blues       | 82 | 3  | 16 | 19  |
| Jay Bouwmeester   | Verteidiger | Florida Panthers      | 82 | 4  | 12 | 16  |

| Spieler         | Position | Team                | GP | W | SO | GAA  |
| --------------- | -------- | ------------------- | -- | - | -- | ---- |
| Sébastien Caron | Torhüter | Pittsburgh Penguins | 24 | 7 | 2  | 2,64 |